# Prosopantrum demeteri
Prosopantrum demeteri är en tvåvingeart som beskrevs av Papp 1999. Prosopantrum demeteri ingår i släktet Prosopantrum och familjen myllflugor.
Artens utbredningsområde är Nigeria. Inga underarter finns listade i Catalogue of Life.